# Paul Friedländer (filólogo)
Paul Friedländer (nascido em 21 de março de 1882 em Berlim, † 10 de dezembro de 1968 (86 anos) em Los Angeles) foi um filólogo alemão cujas principais áreas de trabalho foram Platão e a tragédia grega.

## Vida
Friedlander visitou o Friedrichs-Gymnasium Berlin, onde passou seu Abitur Easter 1900, estudou filologia clássica e arqueologia nas universidades de Berlin e Bonn e recebeu seu doutorado em 1905 na Ulrich von Wilamowitz-Moellendorff Dr. phil. Em 1907/08 recebeu uma bolsa de estudos do Imperial German Archaeological Institute e, a partir de 1909, foi professor titular na Humboldt High School, em Berlim.
Em 1911 ele completou sua habilitação na Universidade de Berlim e em 1914 tornou-se professor associado. Durante a Primeira Guerra Mundial, Friedländer ofereceu-se como voluntário para o serviço militar.
Em 1920 ele se tornou professor titular na Universidade Philipps de Marburg e em 1932 na Universidade Martin Luther de Halle-Wittenberg.
Em 1935 ele foi solto como um "não-ariano" batizado como protestante. Durante o Reichspogromnacht, ele foi preso e deportado para o campo de concentração de Sachsenhausen. Ele foi liberado algumas semanas depois. Em 1939 ele emigrou para os EUA, onde inicialmente lecionou na Universidade Johns Hopkins em Baltimore. De 1940 a 1949, ele lecionou na Universidade da Califórnia, Los Angeles, a partir de 1945 como professor.
Em 1946, o curador da Martin Luther University, Friedrich Elchlepp, tentou trazer Paul Friedländer de volta como professor titular e informou-o em uma carta datada de 24 de setembro do mesmo ano que sua posição de professor como um antigo acadêmico ainda não havia sido preenchida. O curador da universidade recebeu o endereço do ex-professor Halle que emigrou para os EUA do reitor da escola Halle, Arthur Fritz Köhn, nascido em 1893, que trabalhava em Halle (Saale) desde maio de 1938. Ele mantinha correspondência com Friedländer principalmente sobre as mudanças na Alemanha, enquanto Elchlepp queria acrescentar à sua carta sua palestra sobre "o desenvolvimento das universidades na zona soviética", que havia dado em março de 1946 em Kulturbund para a renovação democrática de Alemanha em Halle.
Desde 1960 ele era um membro correspondente da Academia de Ciências de Heidelberg e desde 1965 da Academia de Ciências da Baviera.

## Publicações
- Heracles. Investigações lendárias. Weidmann, Berlin 1907.
- João de Gaza e Paulo Silentiarius. Descrições de arte da era Justiniana. Teubner, Leipzig et al., 1912 (reimpressão Hildesheim 1969).
- O grande Alcibíades. 2 volumes, Friedrich Cohen, Bonn 1921–1923.
- A tarefa dos estudos clássicos no ensino médio e na universidade. Mittler, Berlin 1922 (junto com Walther Kranz).
- A tragédia grega e o trágico. 3 partes, de Gruyter, Berlin et al. 1925–1926.
- Platão. 2 volumes, de Gruyter, Berlin et al. 1928–1930 (edições posteriores em 3 volumes).
- com Hubert B. Hoffleit: Epigrammata. Inscrições gregas em verso. Do início às guerras persas. University of California Press, Berkeley / Los Angeles 1948.
- Estudos em literatura e arte antigas. de Gruyter, Berlin et al., 1969.

## Literatura
- Inge Auerbach: Catalogus professorum academiae Marburgensis. Volume 2: De 1911 a 1971. Elwert, Marburg 1979, ISBN 3-7708-0662-X, página 500 f.
- Hans-Georg Gadamer: Paul Friedländer (1882–1968). In: Eikasmós. Volume 4, 1993, pp. 179-182.
- Friedländer, Paul. In: Lexicon of German-Jewish Authors. Volume 8: Frie - Gers. Editado pelo arquivo Bibliographia Judaica. Saur, Munich 2000, ISBN 3-598-22688-8, pp. 144-148.
- Enciclopédia Biográfica Alemã. Volume 3, página 453.
- Hans Peter Obermayer: Do campo de concentração de Sachsenhausen a Los Angeles - Paul Friedländer. In: O mesmo: antigos estudiosos alemães no exílio americano. Uma reconstrução. de Gruyter, Berlin 2014, ISBN 978-3-11-030279-0, pp. 597-672.
- Hans-Ulrich Berner, Mayya Pait. In: Peter Kuhlmann, Helmuth Schneider (Hrsg.): História das ciências antigas. Léxico biográfico (= The New Pauly. Supplements. Volume 6). Metzler, Stuttgart / Weimar 2012, ISBN 978-3-476-02033-8, Sp. 427 f.
- Kay Ehling: Paul Friedländer. Um filólogo clássico entre Wilamowitz e George. Hentrich & Hentrich Verlag, Berlin Leipzig, 2019, Jüdische Miniatures Vol. 238, ISBN 978-3-95565-322-4.